# Všemina
Všemina (in tedesco Wschemin) è un comune della Repubblica Ceca facente parte del distretto di Zlín, nella regione di Zlín.